# Лаишевский уезд
Лаи́шевский уе́зд — административно-территориальная единица в составе Казанской губернии, существовавшая в 1781—1920 годах. Уездный город — Лаишев.

## География
Уезд граничил на западе со Свияжским и Тетюшским, на севере — с Казанским, на востоке — с Мамадышским, на юге — со Спасским и Чистопольским уездами.

## История
Лаишевский уезд был образован в составе Казанского наместничества в 1781 году. В 1796 году Казанское наместничество стало именоваться губернией.
В 1920 году Лаишевский уезд был упразднён, а его территория вошла в состав Лаишевского кантона Татарской АССР.

## Административное деление
В 1913 году в уезде было 18 волостей:
| - Алексеевская (центр — с. Алексеевское) - Анатышская - Аркатовская - Астрахановская (центр — д. Нарманка) - Бетьковская - Больше-Кибяк-Козинская (центр — с. Тюлячи) - Державинская - Зюзинская - Казыльская - Ключищенская (центр — с. Шармаши) | - Масловская - Пановская - Сараловская (центр — д. Ташкирмень) - Селенгушская - Урахчинская - Черемышевская - Чирповская - Шумбутская |

## Население
По данным переписи 1897 года в уезде проживало 172 460 чел. В том числе русские — 57,5 %, татары — 42,4 %. В уездном городе Лаишеве проживало 3743 чел.